# Mémoire racetrack
La mémoire racetrack ou mémoire à parois de domaine est un composant de mémoire permanente expérimental, en cours de développement à l’Almaden Research Center d'IBM, sous la direction de Stuart Parkin. Au début de l'année 2008, une version 3 bits a passé les tests. Si cette technologie arrive à maturité, elle promet une densité de stockage et un temps d'accès supérieurs aux autres composants mémoire à état solide, les mémoires flash et disques durs.

## Principe
La mémoire racetrack utilise des courants d'électrons à spins cohérents et des nanofils de silicium pour canaliser les champs magnétiques le long de micro-fils en permalloy (diamètre d'environ 200 nm et épaisseur de 100 nm). Au passage du courant, les domaines transitent sous la tête de lecture magnétique, très voisine du câble, ce qui modifie la polarité des domaines et permet le stockage de bits. Une mémoire racetrack est faite de plusieurs fils et têtes de lecture/écriture. Du point de technique, les mémoires racetrack ne sont qu'une forme moderne de la mémoire à bulles des années 1970. Il y eut, encore auparavant, des mémoires à ligne de délai comme les lignes de délai au mercure des années 1940 et 1950, utilisées dans les ordinateurs UNIVAC I et EDSAC. Comme les mémoires à bulles, les mémoires racetrack utilisent un courant électrique pour translater une file de domaines magnétiques à travers le substrat solide et les éléments stockés précédemment. Grâce à plusieurs améliorations dans la détection des dipôles magnétiques, fondées sur le développement de capteurs spintroniques magnétorésistifs, il est devenu envisageable d'exploiter la création de nano-domaines magnétiques, ce qui promet un taux d'intégration inégalé.

## Performances
Les prédictions de 2008 suggéraient qu'une mémoire racetrack permettrait d’atteindre des temps d’accès de 20-32 ns, à comparer avec 10 000 000 ns pour un disque dur, ou 20-30 ns pour une DRAM ordinaire. À l'époque, on envisageait d'améliorer encore ce score grâce à un buffer d'environ 9,5 ns. Le débit moyen d'une mémoire racetrack devrait atteindre 250-670 Mbauds, à comparer avec 12 800 Mbauds pour les circuits DDR3 DRAM, 1 000 Mbauds pour un disque dur et 1000 à 4 000 Mbauds pour une mémoire flash. La seule technique qui, actuellement, présente un meilleur temps de latence que la mémoire racetrack est la SRAM, de l'ordre de 0,2 ns, mais moyennant un coût plus élevé.
Les mémoires racetrack sont l'une des solutions techniques susceptibles de remplacer les mémoires conventionnelles que sont les DRAM et les mémoires flash, tout en présentant les caractères d'un composant mémoire polyvalent (faible coût unitaire, sécurité des données à long terme). Les techniques concurrentes sont les RAM magnétiques (MRAM), la Mémoire à changement de phase (PCRAM) et autres FeRAM : elles offrent un taux d'intégration comparable (mais généralement inférieur) à celui des mémoires flash, leur principal avantage étant l'absence d’usure à l'écriture, qui limite la durée de vie des mémoires flash. Les MRAM à effet de champ offrent un temps d'accès de 3 ns, mais le stockage d'un bit occupe une surface de 25 à 40 F2 : elles peuvent se substituer à une SRAM, mais sont trop volumineuses pour du stockage de masse. Le meilleur taux d'intégration dans cette famille de composants est celui des PCRAM, avec 5,8 F2 par bit ce qui est équivalent à celui des mémoires flash, tout en affichant des temps d'accès de 50 ns. Néanmoins, aucun de ces composants n'est en mesure de rivaliser avec les mémoires racetrack, surtout en termes de densité. Par exemple, en l'espace de 50 ns, une mémoire racetrack transfère à peu près cinq bits, ce qui fait un taux de stockage par bit de 20/5=4 F2 ; et à surface de circuit comparable (20 F2), elle permet de stocker 2 à 2,5 fois plus de données que les cellules mémoires concurrentes (RRAM ou MRAM).
On espère de cette technologie une densité 10 à 100 fois supérieure à la mémoire flash, avec un nombre de cycles d'écriture illimité.

## Défis technologiques
Le premier obstacle technologique qu'il a fallu franchir était la nécessité d'abaisser la fréquence des pulses de courant électrique (de quelques nanosecondes à une microseconde) pour assurer la translation des domaines magnétiques le long du câble. Dans ces conditions, le temps d'accès était à peu près aussi long que pour un disque dur. Grâce au microscope à rayons X, on a réalisé que le transit des domaines était perturbé par la présence de défauts cristallins dans les nanofils, lesquels épinglaient les domaines ; et qu'en l'absence de tels défauts, il suffisait de pulses électriques de quelques nanosecondes pour translater les parois de domaines le long des nanofils.
La tension exigée pour translater les domaines est proportionnelle à la longueur des fils ; quant à la densité de courant, elle doit dépasser une valeur seuil (comme dans l'électromigration) ce qui, étant donné la taille microscopique des fils, correspond une densité de courant énorme (> 108 A/cm2); ainsi, un fils de 30 nm × 100 nm exige un courant supérieur à 3 mA. C'est donc une consommation électrique très supérieure à celle d’autres mémoires, par ex., les mémoires à transfert de moment (STT-RAM) ou les mémoires flash.